# 宝塚歌劇検定
宝塚歌劇検定（たからづかかげきけんてい）とは、阪急コミュニケーションズ内に組織されている宝塚歌劇検定委員会が主催する宝塚歌劇に関する知識を問う検定。

## 略歴
- 2010年3月28日、第1回検定試験を実施。

2級と3級のみが実施され、4189人が受験した。
- 2010年10月3日、第2回検定試験を実施。

1級の試験が初めて実施され、1247人が受験した。
- 2011年6月26日、第3回検定試験を実施。

## 試験概要
1級（宝塚ファン上級者向け）
2級認定者のみ受験が可能。2010年10月3日の第2回検定より実施予定。
『宝塚歌劇検定公式基礎ガイド』と『宝塚歌劇検定公式テキスト』から5割程度出題される。
他にリスニング問題がある。
正解率約85％以上で合格となる。
2級（宝塚ファン中級者向け）
3級認定者または、2・3級併願申込者が受験可能。
『宝塚歌劇検定公式基礎ガイド』、『宝塚歌劇検定公式テキスト』の中から7割程度が出題される。
正解率は約80％以上で合格となる。
3級（宝塚ファン初級者向け）
誰でも受験できる。
『宝塚歌劇検定公式基礎ガイド』から8割程度が出題される。
正解率は約70％以上で合格となる。
- 試験時間60分、4択のマークシート方式、出題数は60問。
- 試験内容は宝塚歌劇団により監修されている。

## 公式テキスト
- 『宝塚歌劇検定公式基礎ガイド2010』（宝塚歌劇検定委員会［編］／宝塚歌劇団［監修］、2010年1月、定価2,381円+税）ISBN：978-4-484-10501-7
- 『宝塚歌劇検定公式テキスト2005〜2009』（宝塚歌劇検定委員会［編］／宝塚歌劇団［監修］、2010年1月、定価2,381円+税）ISBN：978-4-484-10601-4
- 『宝塚歌劇検定公式問題集（第1回）』（宝塚歌劇検定委員会［編］／宝塚歌劇団［監修］、2010年8月、定価838円+税）ISBN：978-4-484-10509-3
- 『宝塚歌劇検定公式基礎ガイド2011』（宝塚歌劇検定委員会［編］／宝塚歌劇団［監修］、2011年4月、定価2,381円+税）ISBN：978-4-484-11503-0
- 『宝塚歌劇検定公式テキスト2000〜2004』（宝塚歌劇検定委員会［編］／宝塚歌劇団［監修］、2011年4月、定価2,381円+税）ISBN：978-4-484-11601-3